# Трисульфид дииттербия
Трисульфид дииттербия — бинарное неорганическое соединение
иттербия и серы с формулой Yb2S3,
жёлтые кристаллы.

## Получение
- Реакция чистых веществ в инертной атмосфере::

{\displaystyle {\mathsf {2Yb+3S\ {\xrightarrow {450-800^{o}C}}\ Yb_{2}S_{3}}}}
- Пропускание сероводорода через нагретый оксид иттербия(III):

{\displaystyle {\mathsf {Yb_{2}O_{3}+3H_{2}S\ {\xrightarrow {850-1050^{o}C}}\ 3Yb_{2}S_{3}+3H_{2}O}}}

## Физические свойства
Трисульфид дииттербия образует жёлтые кристаллы
ромбической сингонии,
параметры ячейки a = 0,678 нм, b = 0,995 нм, c = 0,361 нм.
При синтезе из чистых веществ при температуре выше 920°С образуется кубическая фаза
с параметрами ячейки a = 1,24683 нм, Z = 16,
пространственная группа I a3.
При температуре выше 1223°С происходит фазовый переход в тригональную фазу
с параметрами ячейки a = 0,6772 нм, c = 1,828 нм, Z = 6,
пространственная группа R 3c.